# Anagallis
Anagallis, de nombre común anagalis, es un género de unas 35 especies aceptadas, de las casi 170 descritas, de plantas de flores de la familia de las mirsináceas.
- Nota: Estudios recientes, en particular moleculares, conducen a incluir unos cuantos géneros de la familia (Centunculus, Glaux, Trientalis, Asterolinon, Pelletiera y  Anagallis) dentro del género Lysimachia.[4][5][6][7][8]

## Descripción
Plantas herbáceas o fruticulosas, glabras. Tallos cuadrangulares, subalados, simples o ramificados. Hojas enteras, sésiles o brevemente pecioladas, alternas u opuestas, raramente verticiladas. Flores pentámeras, raramente tetrámeras, actinomorfas, axilares, solitarias, pediceladas. Cáliz profundamente dividido, con dientes lanceolado-acuminados; tubo corto. Corola rotácea o infundibuliforme, profundamente dividida, con lóbulos de elípticos a lanceolados. 5 estambre 5 con filamentos dilatados inferiormente y concrescentes en la base, pelosos. Anteras oblongas, de color amarillo. Ovario súpero. Fruto en pixidio globoso, generalmente polispermo. Semillas 6-30, trígonas, angulosas, papilosas, de color castaño o castaño obscuro.

## Taxonomía
El género fue descrito por Carlos Linneo y publicado en Species Plantarum 1: 148. 1753. La especie tipo es: Anagallis arvensis L.
Etimología
- Anagallis: del griego άνάγαλλίς [anagalis], derivado de άναγελάω [anagueláo], ‘echarse a reír’, ‘soltar la carcajada’. Se dice que las gallinas, después de comerla, cantan eufóricamente. Otra interpretación etimológica lo deriva de los vocablos griegos άνα [ana], ‘de nuevo’, y άγάλλώ [agalo], ‘alegrarse’, ya que las flores se abren (se alegran) cada día al sol.[11] Pasó luego al latín como anăgallis, y Plinio el Viejo, en su Naturalis Historia, describe la planta -atribuyendo los colores rojo o azul al sexo de la planta- y sus propiedades medicinales, en particular para dilatar las pupilas antes de las operaciones de cataratas ("pupillas dilatat, et ideo hae inunguntur ante quibus paracentesis fit").[12]

## Especies aceptadas
- Anagallis acuminata - (Angola)
- Anagallis alternifolia - Doradilla de Chile[13]
- Anagallis amplexicaulis
- Anagallis angustiloba
- Anagallis arvensis - Murages,[13] hierba coral, murajes, pimpinela escarlata (Europa; sin. A. parviflora, A. phoenicea, etc.)
- Anagallis barbata - (Brasil)
- Anagallis baumii
- Anagallis brevipes - (Tanzania)
- Anagallis crassifolia  - (España, Marruecos)
- Anagallis elegantula
- Anagallis filifolia
- Anagallis filiformis - (Brasil)
- Anagallis foemina
- Anagallis gracilipes - (Zimbabue)
- Anagallis hexamera - (Etiopía, Kenia)
- Anagallis huerneri
- Anagallis huttonii
- Anagallis kingaensis  - (África tropical)
- Anagallis kochii
- Anagallis minima - "Chaffweed" (Europa; sin. A. centunculus, Centunculus minimus)
- Anagallis monelli L. non M.Bieb. - Pimpinela de lino (Mediterráneo; sin. A. linifolia)
- Anagallis myrtifolia
- Anagallis nummulariifolia - (Madagascar)
- Anagallis oligantha  - (Malaui)
- Anagallis peploides - (Madagascar)
- Anagallis platyphylla
- Anagallis pumila - Pimpinela de Florida (Américas)
- Anagallis rubricaulis - (Madagascar)
- Anagallis rhodesica
- Anagallis schliebenii  - (Tanzania)
- Anagallis serpens - (África oriental)
- Anagallis tenella - "Pimpinela Bog" (Europa; sin. A. repens )
- Anagallis tenuicaulis - (Madagascar)
- Anagallis tsaratananae  - (Madagascar)
- Anagallis uruguayensis[3]

## Trivial
Destaca popularmente por su referencia a la de color rojo (Anagallis arvensis) a la que se refiere la novela del siglo XX, La pimpinela escarlata de Emma ("Emmuska") Orczy (1865-1947);  luego llevada al cine por Alexander Korda en 1934 con Leslie Howard y Merle Oberon, con varias adaptaciones posteriores de cine y televisión.